# Wazalendo
Ne doit pas être confondu avec ACT Wazalendo, un parti politique tanzanien.
Les wazalendo, patriotes en kiswahili, est un terme générique désignant des groupes d'autodéfense actifs en république démocratique du Congo (RDC), constitués de civils engagés pour la défense de leur pays, et de combattants de milices armés convertis en supplétifs des Forces armées de la république démocratique du Congo (FARDC).

Les premiers groupes de wazalendo apparaissent à la suite de l'appel de Félix Tshisekedi du 3 novembre 2022, demandant à la jeunesse congolaise d'organiser des groupes de vigilance et de soutenir les forces armées de la république contre le mouvement du 23 mars (M23),.

« en réponse à la forte demande de la jeunesse, [...], j’invite celle-ci à s’organiser en groupes de vigilance en vue d’appuyer, d’accompagner et de soutenir nos forces armées »

— Félix Tshisekedi
À la suite du décret gouvernemental du 3 septembre 2023, qui légalise la présence de milices au sein des Forces armées de la république démocratique du Congo (FARDC), un grand nombre des groupes armés présents dans l'est de la RDC, combattus auparavant par l'armée congolaise, se rallient sous la bannière des wazalendo, dont les milices Maï Maï, les Nyatura (en), et selon un rapport de l'ONU les Forces démocratiques de libération du Rwanda (FDLR), un groupe armé, composé de hutus, opposé au président rwandais Paul Kagame, et dont certains des fondateurs auraient pris part au génocide des Tutsi au Rwanda en 1994.
Fin septembre 2023, le gouvernement congolais s'appuie sur des groupes armés du Nord-Kivu pour former une force supplétive officielle nommé les Volontaires pour la défense de la patrie (VDP), constitué de 8 000 combattants wazalendo, dont le commandement est confié à Guidon Shimiray Mwissa, chef du groupe Nduma défense du Congo-Rénové (en) (NDC-R), Janvier Karairi Boingo leader de l’Alliance des patriotes pour un Congo libre et souverain (APCLS), et Dominique Ndaruhutse de la Coalition des mouvements pour le changement-Forces de défense du peuple (CMC-FDP). Les VDP, dont les commandants sont soumis à des sanctions internationales, et leurs groupes respectifs accusés de violations des droits humains et d'abus à l’encontre des civils, sont approvisionnés en armes et moyens logistiques par les FARDC, et utilisés pour combattre le M23 et les forces rwandaises aux côtés des forces congolaises, des FDLR et des autres wazalendo,.
Les wazalendo s'affrontent parfois momentanément avec les FARDC, ainsi en décembre 2024, des affrontements font 7 morts parmi des civils dans le camp de déplacés de Rusayo, dans le territoire de Nyiragongo,,. Ces affrontements se déroulent aussi entre différentes factions des wazalendo, sans que les raisons soient connues : des affrontements à Kimemi en mars 2025 font de 6 à 9 morts parmi les miliciens.